# Suriname (colônia holandesa)
Suriname foi uma colônia de plantation holandesa nas Guianas, vizinha à colônia igualmente holandesa de Berbice, a oeste, e à colônia francesa de Caiena, a leste.

## História

### A colonização do Suriname

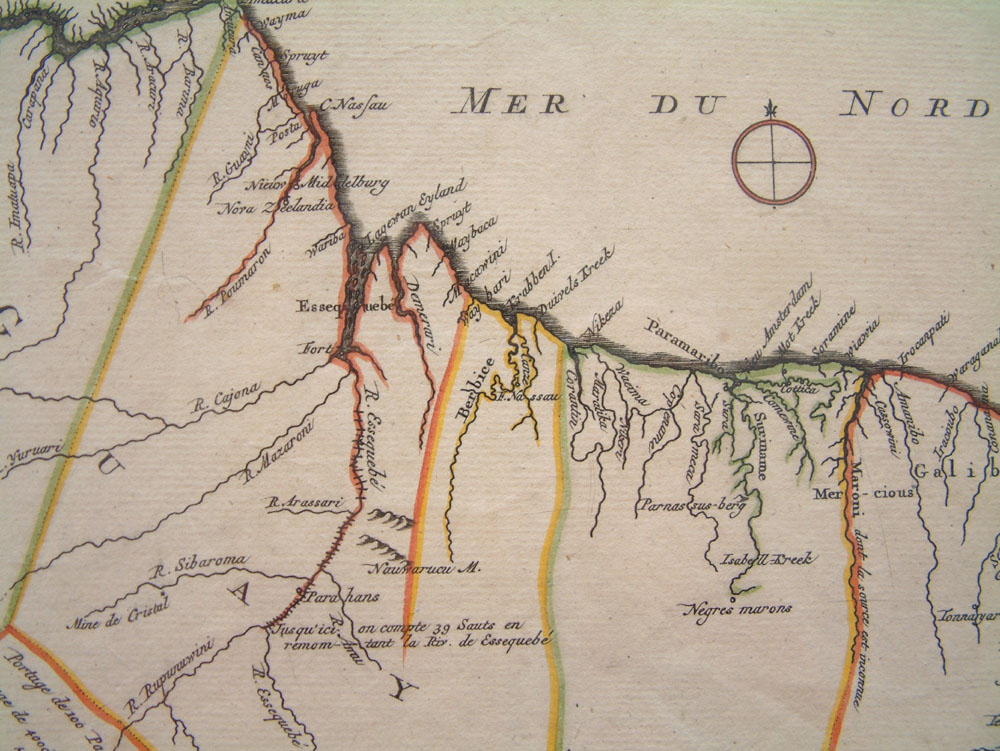
Mapa das Guianas de 1700

O Suriname foi uma colônia holandesa de 26 de fevereiro de 1667, quando as forças holandesas capturaram a colônia inglesa de Francis Willoughby durante a Segunda Guerra Anglo-Holandesa, até 15 de dezembro de 1954, quando o Suriname se tornou um país constituinte do Reino dos Países Baixos. O status quo da soberania holandesa sobre o Suriname e da soberania inglesa sobre os Novos Países Baixos, que haviam conquistado em 1664, foi mantido no Tratado de Breda de 31 de julho de 1667 e novamente confirmado no Tratado de Westminster de 1674.
Depois que as outras colônias holandesas nas Guianas, ou seja, Berbice, Essequibo, Demerara e Pomeroon, foram perdidas para os britânicos em 1814, a colônia remanescente do Suriname foi frequentemente referida como Guiana Holandesa, especialmente depois de 1831, quando os britânicos fundiram Berbice, Essequibo e Demerara na Guiana Britânica. Como o termo Guiana Holandesa foi usado nos séculos XVII e XVIII para se referir a todas as colônias holandesas nas Guianas, esse uso do termo pode ser confuso.

### Guiana Holandesa

Bandeira do Suriname (1954-1975)

Embora a colônia sempre tenha sido oficialmente conhecida como Suriname ou Surinam, tanto em holandês quanto em inglês, a colônia foi muitas vezes não oficial e semi-oficialmente chamada de Guiana Holandesa (holandês: Nederlands Guiana) nos séculos XVIII e XX, em uma analogia com a Guiana Inglesa e a Guiana Francesa. Historicamente, o Suriname foi apenas uma das muitas colônias holandesas nas Guianas, outras sendo Berbice, Essequibo, Demerara e Pomeroon, que após serem assumidas pelo Reino Unido em 1814, foram unidas na Guiana Britânica em 1831. Os holandeses também controlaram o norte do Brasil de 1630 a 1654, incluindo a área que, quando governada por Lisboa, foi chamada de Guiana Portuguesa. Assim, antes de 1814, o termo Guiana Holandesa não descrevia apenas o Suriname, mas sim todas as colônias sob soberania holandesa na região em conjunto: um conjunto de políticas, com governos distintos, cujas fronteiras externas mudaram muito ao longo do tempo.

### O trabalho escravo na colônia

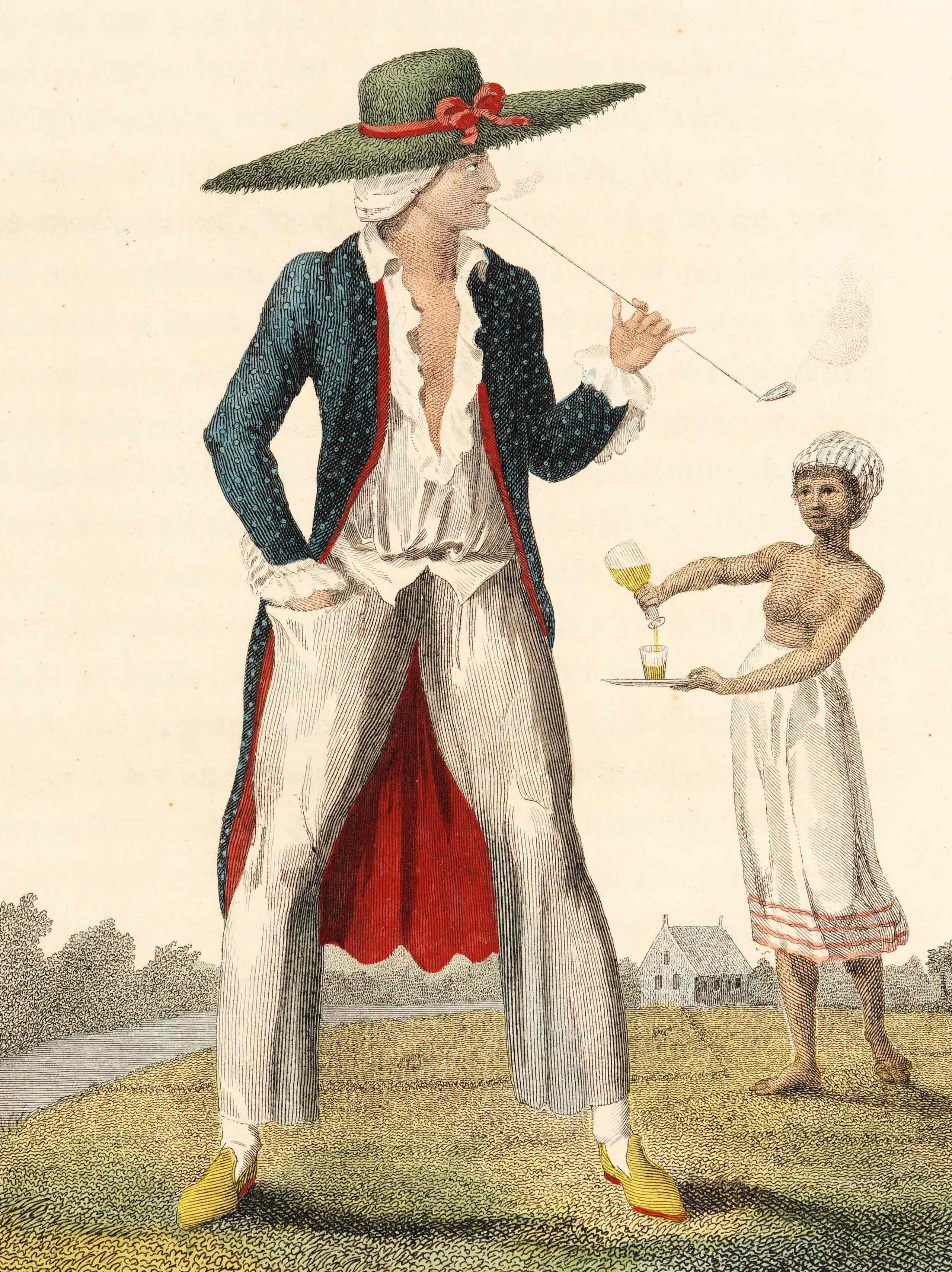
Uma ilustração de um proprietário de plantação holandês e escravo das ilustrações de William Blake da obra de John Gabriel Stedman, publicadas pela primeira vez em 1792-1794

A economia da Colônia do Suriname dependia de pessoas escravizadas nas suas plantações. A mão de obra escrava foi fornecida principalmente pela Companhia Holandesa das Índias Ocidentais de seus postos comerciais na África Ocidental, para produzir suas safras. Açúcar, algodão e índigo foram os principais produtos exportados da colônia para a Holanda até No início do século XVIII, quando o café se tornou o produto de exportação mais importante do Suriname, o tratamento dado pelos proprietários aos escravos era notoriamente ruim. O historiador CR Boxer escreveu que "a desumanidade do homem para com o homem quase atingiu seus limites no Suriname", e muitos escravos escaparam das plantações. A Bolsa de Valores de Amsterdã quebrou em 1773, o que desferiu um golpe severo na economia de plantation que foi ainda mais exacerbado pela abolição britânica do comércio de escravos em 1807. Esta abolição foi adotada por Guilherme I dos Países Baixos, que assinou um decreto real a este respeito em junho de 1814, e que concluiu com o Tratado de Comércio de Escravos Anglo-Holandês em maio de 1818. Muitas plantações faliram como consequência da abolição do comércio de escravos. Sem fornecimento de escravos, muitas plantações foram fundidas para aumentar a eficiência.

### Abolição da escravatura
A escravidão foi finalmente abolida em 1º de julho de 1863, embora os escravos só fossem libertados após um período transitório de dez anos em 1873. Isso estimulou a imigração de trabalhadores contratados da Índia britânica, após um tratado para esse efeito ter sido assinado entre os Países Baixos e o Reino Unido em 1870. Além da imigração da Índia britânica, trabalhadores javaneses das Índias Orientais Holandesas também foram contratados para trabalhar em plantações no Suriname. Ao mesmo tempo, uma tentativa malsucedida de colonizar o Suriname com agricultores empobrecidos da Holanda também foi iniciada.

### Os recursos naturais do Suriname
No século XX, os recursos naturais do Suriname, que incluem borracha, ouro e bauxita, foram explorados. A corrida do ouro que se seguiu à descoberta de ouro nas margens do rio Lawa estimulou a construção da Ferrovia Lawa em 1902, embora a construção tenha sido interrompida após a produção de ouro ter se mostrado decepcionante. Em 1916, a empresa norte-americana de alumínio Alcoa começou a minerar bauxita nas margens do rio Cottica, próximo ao vilarejo de Moengo. Em 1938, a empresa construiu uma fundição de alumínio em Paranam.
A década de 1930 foi uma época difícil para o Suriname. A Grande Depressão criou grande desemprego. Trabalhadores  surinameses contratados em Curaçao e outras ilhas das Antilhas Holandesas voltaram ao Suriname porque não havia mais trabalho, o que agravou o problema. Não chegaram mais fundos e mais pessoas desempregadas foram adicionadas. Para fornecer trabalho, estradas foram construídas para Domburg e Groningen, e o Meursweg foi construído. O Exército de Salvação montou um refeitório para atender as necessidades. No entanto, isso não foi suficiente e houve uma grande agitação entre a população em 1931 que levou a manifestações e motins de rua, com saques. O nacionalista Anton de Kom veio então ao Suriname para fundar uma organização de trabalhadores lá: ele fundou uma empresa de consultoria, mas quando organizou uma manifestação contra o governador Kielstra, foi preso. Uma manifestação para libertá-lo levou à Terça-Feira Negra, na qual 2 pessoas foram baleadas. De Kom foi então embarcado em um barco para a Holanda. O primeiro-ministro holandês Colijn declarou na Câmara dos Deputados em 1935:
"Tudo o que foi tentado no Suriname, simplesmente falhou. As coisas não são fáceis. E é por isso que eu queria que alguém se levantasse na Holanda que soubesse o que poderia ser feito. Eu farei o possível."
No entanto, a situação melhorou um pouco na véspera da Segunda Guerra Mundial.
Em parte devido à importância do alumínio do Suriname para o esforço de guerra aliado, as tropas dos Estados Unidos ocuparam o Suriname sob um acordo com o governo holandês em exílio em 23 de novembro de 1941. De acordo com as disposições da Carta do Atlântico de agosto de 1941, o governo holandês em exílio prometeu acabar com as relações coloniais entre a Holanda e suas possessões ultramarinas, prometendo-lhes autonomia e autogoverno de longo alcance. Isso foi finalmente realizado com a proclamação do Estatuto do Reino dos Países Baixos em 15 de dezembro de 1954, que constituiu um Reino no qual os Países Baixos, as Antilhas Holandesas e o Suriname participaram em condições de igualdade. Em 1975, o Suriname deixou o Reino dos Países Baixos para se tornar o país independente do Suriname.

## Administração
A partir de 1683, a colônia foi governada pela Sociedade do Suriname, empresa composta por três acionistas iguais, sendo a cidade de Amsterdã, a família Van Aerssen van Sommelsdijck e a Companhia Holandesa das Índias Ocidentais. Embora a organização e a administração fossem da colônia se limitassem a esses três acionistas, todos os cidadãos da República Holandesa eram livres para negociar com o Suriname. Além disso, os fazendeiros foram consultados em um Conselho de Polícia, característica única entre as colônias da Guiana.
Em novembro de 1795, a Sociedade foi nacionalizada pela República Batava. A partir de então até 1954, a República Batávia e seus sucessores legais (o Reino da Holanda e o Reino dos Países Baixos) governaram o território como uma colônia nacional, barrando um período de ocupação britânica entre 1799 e 1802 e entre 1804 e 1816.
Depois que a República Batava assumiu o governo holandês em 1795, emitiu vários regulamentos governamentais para o Suriname (holandês: Regeringsreglement voor Suriname), estabelecendo o governo da colônia. Em 1865, uma nova regulamentação governamental substituiu a regulamentação anterior de 1832, que teoricamente dava ao Suriname alguma autogestão limitada. A elite colonial teve o direito de eleger um Conselho Colonial (holandês: Koloniale Raad) que co-governaria a colônia juntamente com o governador-geral nomeado pela coroa holandesa. Entre outros, o Conselho Colonial foi autorizado a decidir sobre o orçamento da colônia, que estava sujeito à aprovação da coroa holandesa, mas que não viu qualquer envolvimento do parlamento holandês.

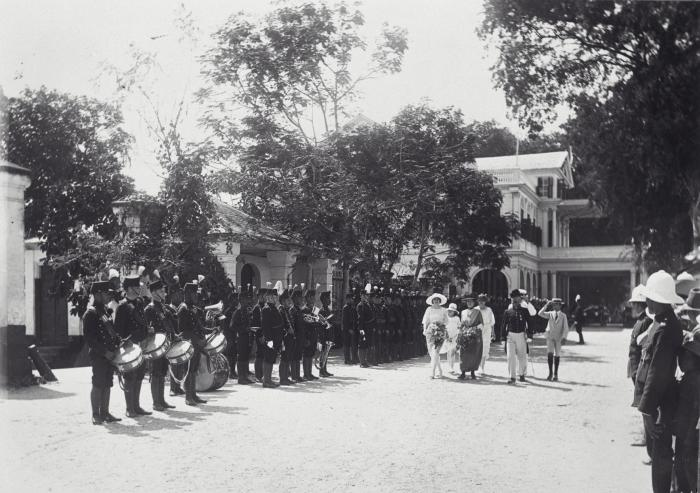
Barão Aarnoud van Heemstra, governador do Suriname em 1923

Na esteira da revisão constitucional holandesa de 1922, na qual o termo "colônia" foi substituído por "território ultramarino", a regulamentação governamental de 1865 foi substituída pela Lei Básica do Suriname (holandês: Staatsregeling van Suriname) em 1 de abril de 1937. Esta Lei Básica renomeou o Conselho Colonial para Estates of Suriname (holandês: Staten van Suriname) e aumentou o número de membros de 13 para 15.
Após a Segunda Guerra Mundial, durante a qual o governo holandês no exílio se comprometeu a revisar a relação entre a Holanda e suas colônias, a Lei Básica foi fortemente revisada. Em março de 1948, as revisões da Lei Básica foram adotadas pelo parlamento holandês, que introduziu o sufrágio universal para homens e mulheres, o que aumentou o número de membros dos Estados de 15 para 21, e que introduziu um Colégio de Governo Geral (holandês: van universitária Algemeen Bestuur) que deveria auxiliar o governador no governo cotidiano da colônia e que foi o precursor do Gabinete de Ministros. A nova constituição entrou em vigor em julho de 1948.

## Forças Armadas
Em 1868, o governo holandês criou as Tropas das Forças Armadas dos Países Baixos no Suriname (TRIS), que serviram como exército colonial holandês no Suriname. Isso significa que, como o Exército Real das Índias Orientais Holandesas (KNIL) nas Índias Orientais Holandesas, o TRIS ficou sob a responsabilidade do Ministério das Colônias holandês, em vez do Ministério da Defesa holandês. O tamanho do exército TRIS era, no entanto, pequeno, em comparação com o exército KNIL da ex-colônia da Indonésia, consistia em duas infantaria e duas companhias de artilharia. No total, 636 soldados serviram no exército TRIS. Esses soldados foram encarregados de tarefas de patrulhamento e policiamento na colônia holandesa do Suriname.